# Lepidodinium
Lepidodinium — рід морських найпростіших мікроорганізмів родини Gymnodiniaceae відділу динофлагелят (Dinoflagellata).

## Опис
Клітина діаметром 22-52 мкм. Lepidodinium не містить типових пластид динофіцієвих, а замість хлорофілу c має хлорофіл b, що пов'язує його із зеленими водоростями. Пластидіальний генетичний аналіз передбачає, що Lepidodinium придбав хлорофітні характеристики від ендосимбіотичних взаємин з водоростями Pedinophyceae.